# 福林路 (臺北市)
福林路（通用漢語：FuLin Rd.，威妥瑪拼音：Fulin Rd.），位於臺灣臺北市士林區林子口。道路全線屬於省道台二甲線，為雙向二至七線道柏油銑鋪道路。道路起自中山北路五段的省道路段底端銜接，與中山北路五段505巷對望；迄於外雙溪復興橋並匯入仰德大道一段與至誠路一段和芝玉路一段口。

## 概況

### 歷史

#### 地理概況
- 福林路所在地點位於今日台北市士林區平原地帶的街上次分區，至雨農路口前屬於福林里，隨後雨農路口至復興橋南側仍為福林里管轄，而北側忠勇新村、仁鄰新城、雨農社區一帶則為福志里所管轄[1]。
- 中山北路至雨農路口北側屬於福林段三小段，福林路南側至福林路254巷至至善路一段為福林段二小段，而雨農路至外雙溪至善公園一帶則為福林段一小段[2]。
- 福林路屬於台二甲線，約在32K至33K處。
- 蔣宋美齡夫人玫瑰園所在[3][4]。

### 交通概況

#### 淹水問題
福林路、中山北路五段和中正路一帶因為地處低窪，故每逢豪雨皆常有淹水。當地住家也多有加裝防水隔牆於一樓，為避免淹水入內。如2019年八月中，士林中正路及福林路交叉口一帶路面積淹水10至20公分。

#### 陽明山交管疏導
福林路作為聯通陽明山和台北市區及士林舊街區的主要幹道，且能聯絡故宮博物院、兒童新樂園、士林官邸春節花卉展及士林夜市等觀光景點，故常有塞車情況需交通分流管制。
- 花季期間0800-2000禁止停靠黃線。
- 一般日6-9, 16-19仰德大道福林路口管制6.5噸以上大貨車禁止通行。
- 假日0700-1600小型車禁止進入（除居民和公共運輸除外，僅允許有仰德大道通行證或臨時通行證者通行）[7]。

尤其於春節期間和陽明山花季更有加強交通疏導措施，福林路口和忠勇街口設有臨時上山管制點，0800-1500管制車流且在0800-1800於士林官邸門口禁止轎車迴轉於福林路。

#### 福林路延伸拓寬計畫
屆時台北市副市長林欽榮提倡建立「另外一條中正路」，並納入士林再生計畫之一環。計畫是由福林路延伸至現今中山北路五段505巷，並在中正路247巷口連接至福德路，並由現今福德路31巷路段拓寬後延伸至基河路或是貫穿基河路至士商路。其中拓寬士林國小旁福德路和士林紙廠旁福德路31巷，打造總長2.5公里、寬18公尺的車道，聯絡士林舊街區新的東西向主要道路。林欽榮副市長也強調，道路拓寬不需徵收，只需請士林國小退縮，再以士林紙廠的公辦都更回饋用地拓寬道路路幅，未來也會有循環公車優先車道的打算。

## 沿途地標設施
（由西至東）
- 士林官邸（60號）
- 福林公園
- 台北市立圖書館李科永紀念圖書館（地址為中正路15號，正門位於福林路）
- 泰北高中（240號）
- 士林4號廣場
- 耶穌基督後期聖徒教會（209號）
- 雙溪公園（307號）
- 士林福壽宮（254巷60號）
- 福志公園（251巷）
- 仁鄰新城（241巷）
- 雙溪河濱公園
- 復興橋（道路終點，連接仰德大道一段）

## 交通
福林路為省道階級市區主要道路幹道之一，有著以下的大眾運輸系統：

### 公車
| 編號                                                           | 路線起迄                                       | 本路段公車站牌   | 經營業者           |
| -------------------------------------------------------------- | ---------------------------------------------- | ---------------- | ------------------ |
| 109                                                            | 萬華-陽明山                                    | 泰北中學         | 大都會客運         |
| 111                                                            | 新莊-陽明山                                    | 泰北中學         | 三重客運           |
| 206                                                            | 天母-中華路                                    | 泰北中學         | 光華巴士           |
| 255（正、區間）                                                | 雙溪-臺北車站（北投士林科技園區）              | 泰北中學         | 首都客運           |
| 260（正、區間、花鐘線）                                        | 陽明山-東園（正線）、陽明山-台北車站（區間車） | 泰北中學         | 大都會客運         |
| 303（延駛大坪尾、區間車、經陽明山、經陽明山延駛大坪尾）        | 捷運劍潭站-平等里                              | 泰北中學         | 首都客運           |
| 304（承德線、重慶線）                                          | 故宮博物院-永和                                | 泰北中學         | 中興巴士           |
| 557                                                            | 天文科學館-東吳大學                            | 泰北中學         | 中興巴士           |
| 北環幹線（原620）                                              | 中華科技大學-北士科                            | 泰北中學         | 光華巴士、大有巴士 |
| 680                                                            | 天母-麟光                                      | 泰北中學         | 光華巴士           |
| 681                                                            | 東湖-陽明山                                    | （經過但不設站） | 光華巴士           |
| 683                                                            | 後港里-南港高工                                | 泰北中學         | 光華巴士           |
| 815                                                            | 三重-故宮博物院                                | 泰北中學         | 中興巴士           |
| 957                                                            | 淡海新市鎮-捷運劍南路站                        | 泰北中學         | 淡水客運           |
| 1717                                                           | 金山-台北車站                                  | 泰北中學         | 皇家客運           |
| 1801                                                           | 國立護理大學-基隆                              | 泰北中學         | 國光客運           |
| 內科通勤13                                                     | 內湖科技園區-天母                              | 泰北中學         | 大都會客運         |
| 內科通勤15                                                     | 內湖科技園區-天母                              | 泰北中學         | 光華巴士           |
| 內科通勤16                                                     | 內湖科技園區-北投                              | 泰北中學         | 大南汽車           |
| 市民小巴1                                                      | 捷運劍潭站-風櫃嘴                              | 泰北中學         | 首都客運           |
| 紅5                                                            | 捷運劍潭站-陽明山                              | 泰北中學         | 大都會客運         |
| 紅30                                                           | 捷運劍潭站-故宮博物院                          | 泰北中學         | 中興巴士           |
| 小15（正、區間）                                               | 捷運劍潭站-冷水坑（菁山遊憩區）                | 泰北中學         | 首都客運           |
| 小16（正線、經永公路296, 350, 500, 245巷34弄、繞駛陽明山國小） | 捷運劍潭站-公館里                              | 泰北中學         | 首都客運           |
| 小17（正線、繞駛莊頂路）                                       | 捷運劍潭站-新安里                              | 泰北中學         | 首都客運           |
| 小18（正線、區間）                                             | 捷運劍潭站-聖人瀑布（故宮博物院）              | 泰北中學         | 首都客運           |
| 小19（正線、繞駛合誠宮）                                       | 捷運劍潭站-平等里                              | 泰北中學         | 首都客運           |

### 捷運

#### 淡水信義線
淡水信義線捷運士林站二號出口可由中山北路五段505巷聯通至中山北路/福林路口，也是現今台北市觀光局引導民眾通往士林官邸之主要路線。

#### 環狀線
台北捷運環狀線北環段 Y30 林子口站（先前稱為雙溪公園站）預計將設置於今福林路254巷至福林/忠勇街口。

### 自行車
福林路兩側有標示可騎乘腳踏車於兩側人行道，並且在復興橋兩側有牽引道聯通至雙溪河濱公園自行車道。

## 資料來源
1. ↑  . 中央研究院人文社會科學研究中心.
2. ↑  . 中央研究院人文社會科學研究中心.
3. ↑  本段落資料來源皆為中央研究院人文與社會中心地理資訊科學專題研究中心之圖層分析
4. ↑  . 中央研究院人社中心地理資訊科學專題研究中心.   [2021-07-25]. （原始内容存档于2021-12-19）. 臺北市行政區域圖(1991)
5. ↑  林家宇. . 自由時報. 2019-08-21  [2021-07-25]. （原始内容存档于2021-07-25） （中文（臺灣））.
6. ↑  張潼. . 中時新聞網. 2019-08-21  [2021-07-25]. （原始内容存档于2022-04-15） （中文（臺灣））.
7. ↑  本段取自台北市政府警察局士林分局芝山岩派出所公告消息
8. ↑  . 台灣好新聞. 2020-01-24  [2021-07-25]. （原始内容存档于2021-07-25） （中文（臺灣））.
9. ↑  張芳榮. . 蘋果新聞. 2020-01-18  [2021-07-25]. （原始内容存档于2021-07-25） （中文（臺灣））.
10. ↑  蕭婷方. . 自由時報. 2016-03-05  [2021-07-25]. （原始内容存档于2021-07-25） （中文（臺灣））.
11. ↑  台中西屯和新北林口亦有福林路。